# Giorgio Pessina
Giorgio Pessina (16 de junho de 1902 – 18 de julho de 1977) foi um esgrimista italiano que participou dos Jogos Olímpicos de Verão de 1928 e de 1932, sob a bandeira da Itália.